# Reibfaktor

Coulombsche Reibung, Reibfaktormodell

Der häufig mit m bezeichnete Reibfaktor ist ein Maß für die Reibung zwischen zwei Körpern. Er ist dimensionslos und liegt zwischen Null und Eins. Anders als bei der Coulombschen Reibung sind die durch die Reibung verursachten Kräfte nicht proportional zu den Normalkräften, sondern proportional zur Fließspannung k des weicheren der beiden Reibpartner.
{\displaystyle \tau =mk}
Erreicht die Spannung an der Kontaktfläche die Fließspannung, können die resultierenden Kräfte nicht weiter linear ansteigen. An dieser Stelle endet der Gültigkeitsbereich des Coulombschen Modells.